# 비키 게레로

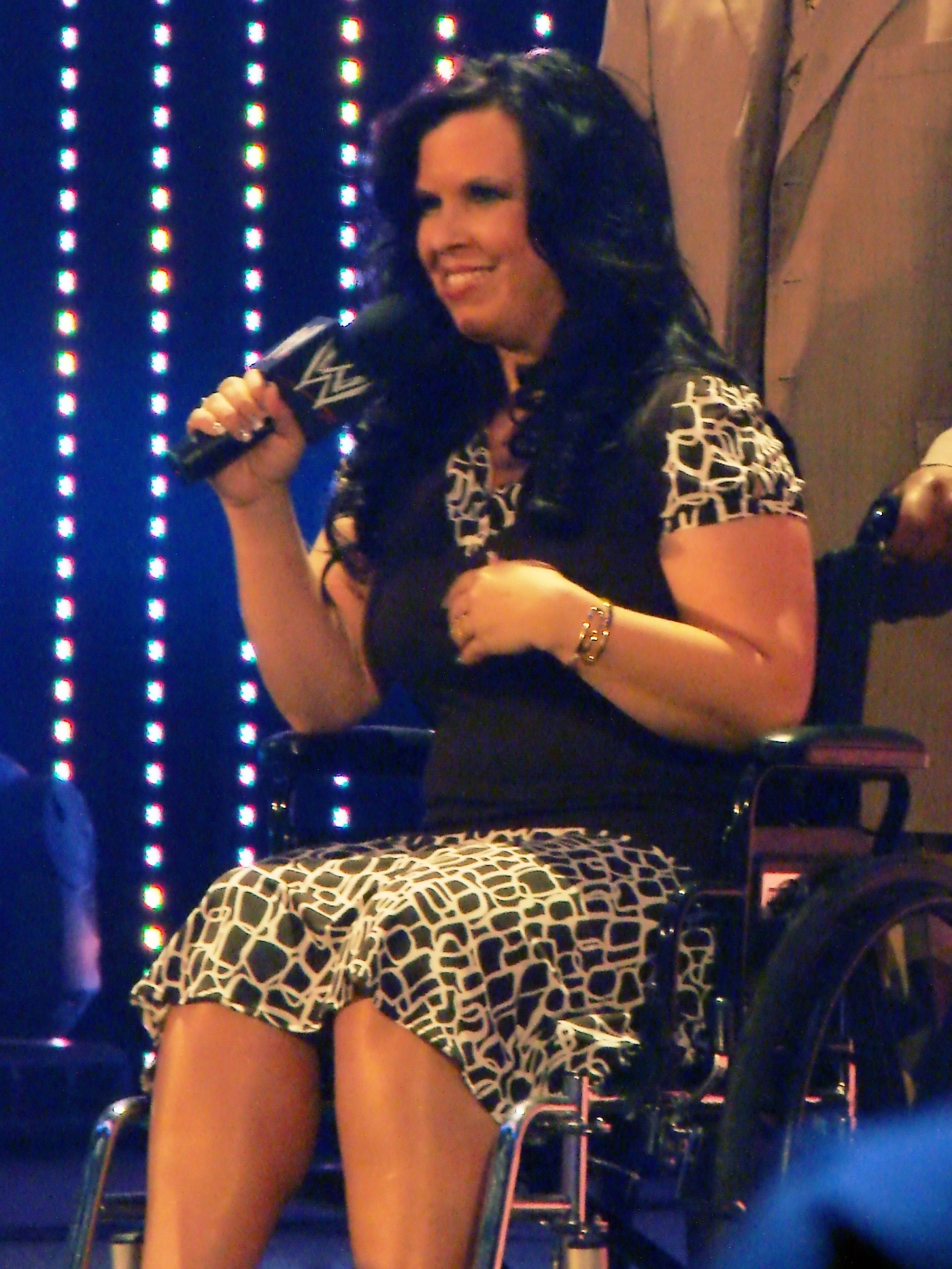
비키 게레로

비키 게레로(Vickie Guerrero, 1968년 4월 16일 ~ )는 본명은 비키 라라(Vickie Lara)다. 미국의 여자 프로레슬링 단체 WWE등에서 활약한 프로레슬링선수였던 에디 게레로의 미망인이다. 키는 168cm 몸무게는 84kg이다.